# 周馥

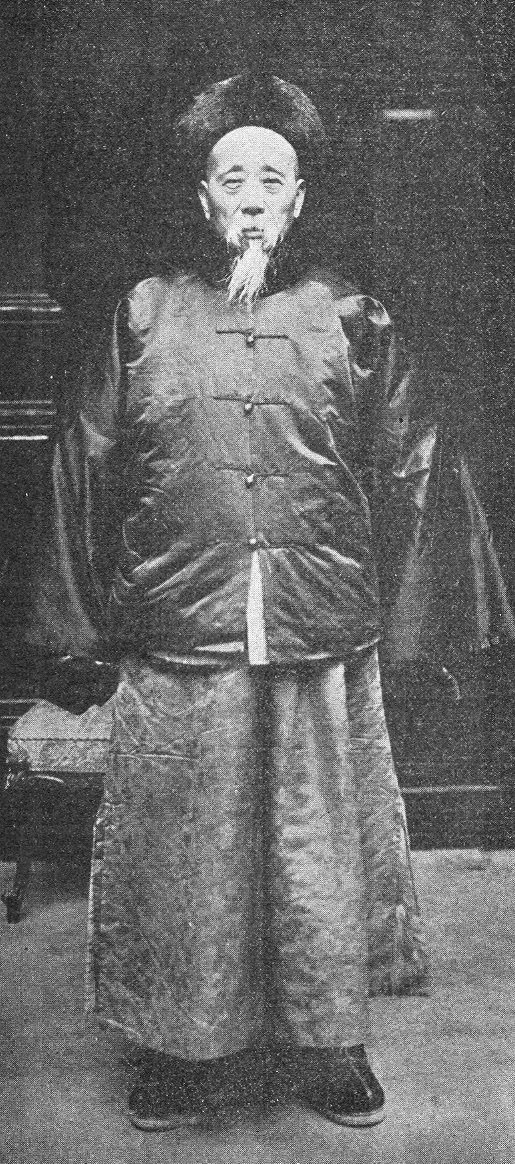
周馥

周 馥（しゅう ふく、Zhōu Fù、1837年 - 1921年）は、清末の官僚。字は玉山。
安徽省池州府建徳県出身。1862年から李鴻章の幕僚を務めた後、1877年に永定河道に就任し、天津周辺の治水にあたった。1881年、津海関道に異動になり、1883年から天津兵備道を兼ねた。清仏戦争が勃発すると李鴻章の命令で沿岸の住民を組織して防衛にあたった。周馥は李鴻章を補佐すること30年余りに及び、海軍創設、電報局・鉄道・鉱山の創立など洋務運動を推進した。その功績を醇親王奕譞に認められ、直隷按察使に昇進した。
1894年に日清戦争が発生すると安東・遼陽などで補給にあたった。下関条約調印後辞職したが、1899年に四川布政使として再起用された。1900年に義和団の乱が発生し、八カ国連合軍が北京を占領すると、李鴻章が議和大臣・直隷総督に起用され、周馥も直隷布政使に任命された。周馥は教案の解決に尽力し、1901年に李鴻章が死去すると直隷総督代理を務めた。
その後、山東巡撫に就任し、兵部尚書待遇を加えられた。元巡撫の袁世凱と共同で済南・周村・濰県の開港を上奏し、認可されている。さらに両江総督、両広総督を歴任し、1907年に病で引退。死後、愨慎の諡号を贈られた。
子の周学熙は実業家となった。